# 石原文雄
石原 文雄（いしはら ふみお、1900年(明治33年)3月3日 - 1971年(昭和46年)4月20日）は、山梨県出身の日本の小説家。 

## 略歴
山梨県西八代郡市川大門町（現在の市川三郷町）に生まれる。祖父の代から「奈良屋」という旅館を営み、文雄が5歳の時に父親が26歳で逝去し、以後は祖父母と母親に育てられている。大正7年（1918年）に、当時甲府市伊勢町（甲府市伊勢）に所在していた山梨県立農林学校（現在の山梨県立農林高等学校）を卒業し、長野営林署や小学校の代用教員を務めた。
その後は作家活動をしながら山梨の文化振興に寄与した。また、市川大門町の町会議員として、昭和22年（1947年）5月29日から昭和24年（1949年）6月22日まで議長を務めている。また、山梨県立農林高等学校、山梨県立市川高等学校、市川三郷町立市川小学校の校歌を作詞している。

## 作家活動
昭和2年（1927年）に農民文芸会機関誌『農民』創刊号に発表した「贅沢病」が処女作である。中村星湖、加藤武雄に師事し、24歳から10年間、毎月一編の小説を書き加藤武雄に評価され、その修業が実を結び、文芸誌『新潮』4月号「新進作家特輯」（昭和13年（1938年））に「山村の人々」、同誌12月号（昭和14年（1939年））に「荒地」が掲載され、以後『新潮』に昭和19年（1944年）8月号まで、山里に住む貧しい人々の生活を描いた小説を発表している。
昭和16年（1941年）5月に文芸同人誌『中部文学』第5輯に「断崖の村」が掲載され、「断崖の村」は昭和16年上半期第13回芥川賞の候補作になった。また、同年8月に文昭社から出版された長編小説『太陽樹』は新潮文学賞の候補作となっている。

## 著書
- 『太陽樹』文昭社　昭和16年（1941年）刊
- 『現代の河』（新日本文芸叢書）錦城出版社 昭和17年（1942年）刊
- 『東宮大佐と加藤完治 滿蒙開拓の父』潮文閣　昭和19年（1944年）刊 （『植民地帝国人物叢書』ゆまに書房で復刻）
- 『断崖の村』高須書房　昭和21年（1946年）刊
- 『青春の笛』増進堂　昭和22年（1947年）刊
- 『太陽樹 下巻』第一書店　昭和22年（1947年）刊
- 『夢魔の街』（中部文学叢書）中部文学社　昭和23年（1948年）刊
- 『美しき抑制』中部文学社　昭和24年（1949年）刊
- 『ひかりの枝』甲陽書房　昭和25年（1950年）刊
- 『影と影』甲陽書房　昭和35年（1960年）刊

## 参考
- 『峡中芸術家大鑑 上巻』山梨毎日新聞社編　昭和23年（1948年）
- 『山梨の文学』山梨日日新聞社編　平成13年（2001年）
- 『山梨文芸の研究』白倉一由　平成21年（2009年）